# ななついろ★RADIO!
『ななついろ★RADIO! 』（ななついろラジオ）は、ゲーム・テレビアニメ『ななついろ★ドロップス』に関連したインターネットラジオ番組。

## パーソナリティ
- 結本ミチル（秋姫すもも役）（愛称：ミッチェル）
- 後藤麻衣（ユキちゃん役）（愛称：ごまちゃん）

## 主題歌
- オープニング曲「ぴゅあいろ★みらくる」
作詞・作曲：水月陵　歌：Akira
- エンディング曲「コイスル★フローライト」 （原作ゲーム『ななついろ★ドロップス』テーマソング、テレビアニメ第12話エンディングテーマ）
作詞・作曲：水月陵、歌：Akira、コーラス：KIYO

## 配信日など
- 配信日：毎週金曜日更新（10月5日より隔週更新に変更）
- 配信サイト：メディアワークスおよび超!放送局
- 放送期間：2007年4月6日 - 2008年3月21日

メディアワークスでは最新回に加えて3回前までのバックナンバーが提供されている。またバックナンバーは高音質版もある。超!放送局では最新回のみ。
第1回配信は20kbpsであったが、高音質化の要望が多かったため、第2回以降は32kbpsに引き上げられ、また64kbpsでのバックナンバー配信も決定した。「アクセス集中によるサーバの負担を軽減するため」として長らく最新回は32kbpsのみの配信であったが、第34回より最新回も64kbps/32kbps両方で配信されている。
2007年7月7日から8月7日まで、「七夕だよ♪バックナンバー祭」として、第1回から最新回までのバックナンバーが32kbpsで配信された。
文化放送にて、8月18日27時〜28時、「超!アニメロアワー ななついろ★RADIO! サマースペシャル」と題した特別番組が放送された。パーソナリティーは上記2名に加え鷲崎健、ゲストに川瀬浩平、いとうのいぢ、神野正樹を迎える。

## イベント
- 2007年4月1日に秋葉原UDXビルで開催された電撃文庫 春の祭典にて、「ななついろ★ドロップスPure!! Webラジオ公開録音＋α！？」と題して公開録音が行われた。出演はパーソナリティー2名に加え、MCとして、鷲崎健が招かれた。
- 2007年8月18日に幕張メッセで開催されたキャラホビ2007 C3×HOBBYにて、公開録音が行われた。
- 2007年9月1日に大阪 THE LIVE HOUSE somaで「ななついろ★RADIO! 大阪公開録音&ライブ 大阪でピュアっす!」と題するイベントが行われた。出演はパーソナリティー2名に加え、ゲストとして、成瀬未亜、いとうのいぢ、神野正樹、市川環（脚本）、風間ぼなんざ（脚本）、Akira（主題歌ボーカル）が招かれた。
- 2007年11月24日に幕張メッセで開催の電撃15年祭にて、公開録音が行われた（第31回：11月30日放送分）。ゲストは成瀬未亜、いとうのいぢ。

## コーナー
『ななついろ★ドロップス』のテーマが「初恋」「成長」であるため、それにちなんだコーナーが用意されている。
なお、アニメ『ななついろ★ドロップス』の放送終了とともに、コーナーも改編した（第27回10月5日配信分より改編）。
ふつおたコーナー
リスナーから送られた普通のお便りを読み上げる。
ななついろ★ドロップス大作戦!
第26回で終了。
パーソナリティーの二人が声優、パーソナリティー、そして一人の女性として成長するために、リスナーから募集したさまざまなことに挑戦する。ななついろドロップスから出たドロップの色によって、挑戦する課題が決まる。二人の順番はじゃんけんで先手・後手を決め1回ずつ行う。
第26回は前期最終回スペシャルということで一人2回ずつ行った。
第39回はラジオ最終回スペシャルということで計6回行った。
ななついろ★ミュージックボックス
ななついろ★ドロップスの楽曲を紹介するコーナー。必要に応じてあったりなかったりする。
- #4（4月27日）：コイスル★フローライト／Akira（ななついろ★ドロップス、ななついろ★ドロップスPure!! OP曲）
- #7（5月18日）：虹色のルシア／KIYO（ななついろ★ドロップス、ななついろ★ドロップスPure!! 秋姫すももED曲）
- #9（6月1日）：★★★ダイスキ★★★／Akira（ななついろ★ドロップス、ななついろ★ドロップスPure!! 結城ノナED曲）
- #11（6月15日）：あしたへ……あなたへ。／KIYO（ななついろ★ドロップス、ななついろ★ドロップスPure!! 八重野撫子ED曲）

初恋川柳
第23回で終了。
初恋をテーマとした川柳を募集して読み上げ、パーソナリティと「みやっすぃー」こと宮下知幸プロデューサーが（ゲストがいるときはゲストも）それぞれ採点（採キュン）する。単位は「きゅん」で、採点者一人あたり5きゅんが最大。全採点者から5きゅんを獲得すると「満きゅん」となり「星のしずくピンバッジ」さらに「ものすごいグッズ」がもらえるとしている。
ななついろ★川柳
第24回から追加。
9月14日配信分より開始された新コーナー。「初恋」「成長」「涙」「いきどおり」「友情」「ミッチェル」「ゴマちゃん」のうち、いずれかをテーマとした川柳を募集して読み上げ、採点する。「初恋川柳」の後継コーナーであり、採点方法および「満きゅん」が出た際のプレゼントは、同様である。

これってあっちぇる？
第27回から追加。
10月5日配信分より開始された新コーナー。「ミッチェル」こと結本ミチルが、投稿された四字熟語の読みおよび意味を当てる。

黒いお悩み相談ルーム
第27回から追加。
10月5日配信分より開始された新コーナー。黒ユキちゃん（声：後藤麻衣）が、辛口トークでリスナーの相談を切る。後藤麻衣曰く、「『後藤さん』が答えるんじゃなくて、あくまで『ユキちゃん』が台本通りに答えるので恨まないで」とのこと。

## ゲスト
- #4,5,20,31（4月27日, 5月2日, 8月16日, 11月30日）: 成瀬未亜（PS2版・皐ユリーシア役）
- #6,31（5月11日, 11月30日）: いとうのいぢ（原画家）
- #13(6月29日）: 野島裕史（アニメ版・石蕗正晴役）
- #14(7月6日): 黒河奈美（PS2版およびアニメ版・小岩井フローラ役）
- #15(7月13日): 神野正樹（シナリオライター）
- #17(7月27日): LOVERIN TAMBURIN